# Táté
Táté (románul: Totoi, németül: Taters) település Romániában, Fehér megyében.

## Fekvése
Gyulafehérvártól 10 km-re északkeletre, a Maros partján, Marosszentimre, Demeterpataka és Gyulafehérvár közt fekvő település.

## Története
1287-ben terra Hewrimus néven említették először, neve jelenlegi formájában először 1332-ben tűnt fel az okiratokban.
1332-ben katolikus vallású magyar lakossága volt, plébániatemploma is volt. 1503-ban egy fennmaradt oklevél szerint még magyarok lakták, ugyanis ebben az évben egy János nevű tátéi presbiter a gyulafehérvári Szent Miklós kápolna igazgatója lett. Ezt követően nem esik több említés eredeti lakosságáról, a 17. században már románok lakják a falut.
A trianoni békeszerződésig Alsó-Fehér vármegye Alvinci járásához tartozott.

## Lakossága
1910-ben 956 lakosa volt, ebből 944 román és 12 magyar nemzetiségűnek vallotta magát.
2002-ben 551 lakosából 550 román és 1 magyar volt.